# دانيال ميخياس
دانيال ميخياس (بالإسبانية: Daniel Mejías Hurtado)‏ هو لاعب كرة قدم أندوري في مركز الوسط، ولد في 26 يوليو 1982 في برشلونة في إسبانيا. شارك مع منتخب أندورا لكرة القدم. أما مع النوادي، فقد لعب مع سانت جوليا وسبورتينغ خيخون ب ونادي برشلونة ج.

## وصلات خارجية
- دانيال ميخياس على موقع قاعدة بيانات كرة القدم.إي يو (الإنجليزية)
- دانيال ميخياس على موقع ناشيونال فوتبول تيمز (الإنجليزية)
- دانيال ميخياس على موقع Soccerway.com (الإنجليزية)
- دانيال ميخياس على موقع عالم كرة القدم.نت (الإنجليزية)